# Tommy Flanagan (actor)
Tommy Flanagan (Glasgow, Escocia; 3 de julio de 1965) es un actor británico conocido por actuar en la película Braveheart e interpretar a Chibs en la serie televisiva Sons of Anarchy. Actuó como Cicerón en la película "Gladiator".

## Biografía
Flanagan nació en Glasgow, siendo el tercero de cinco hermanos. A los seis años de edad su padre abandonó la familia. Creció en un barrio peligroso en el que a veces los problemas eran inevitables. En sus primeros años trabajó como pintor, decorador y disc jockey, y la actuación no había pasado por su mente durante la infancia.
Las cicatrices de su cara (una a cada lado, en las mejillas) fueron producto de un asalto con navajas a la salida de un club donde trabajaba como DJ y en el que casi pierde la vida.
Más tarde, impulsado por su esposa y amigos, comenzó a dedicarse a la actuación.
Trabajó durante tres años en un teatro llamado "Rain Dog" antes de que Mel Gibson le diera su primer papel en una película importante, Braveheart en 1995. Después de su actuación en Braveheart su carrera se consolidó consiguiendo roles de reparto en películas importantes como Face/Off, Gladiator o Sin City.
En 2008 su carrera tomó un nuevo despegue cuando comenzó la serie Sons of Anarchy, en la que interpretó a Chibs, uno de los principales personajes secundarios.

## Filmografía
| Año  | Título                            | Rol                  |
| ---- | --------------------------------- | -------------------- |
| 1995 | Braveheart                        | Morrison             |
| 1997 | The Saint                         | Scarface             |
| 1997 | Face/Off                          | Leo                  |
| 1997 | The Detail                        |                      |
| 1997 | The Game                          | Solicitor/Taxista    |
| 1999 | Plunkett & Macleane               | Eddie                |
| 1999 | Ratcatcher                        | Da                   |
| 2000 | Gladiator                         | Cicerón              |
| 2000 | Sunset Strip                      | Duncan               |
| 2000 | Hidden                            | McCracken            |
| 2001 | Strictly Sinatra                  | Michelangelo         |
| 2001 | Dead Dogs Lie                     | Michael              |
| 2002 | All About the Benjamins           | Williamson           |
| 2003 | Los ángeles de Charlie: Al límite | Esbirro irlandés     |
| 2004 | Trauma                            | Tommy                |
| 2004 | Alien vs. Predator                | Mark Verheiden       |
| 2005 | Sin City                          | Brian                |
| 2006 | The Last Drop                     | Soldado Dennis Baker |
| 2006 | When a Stranger Calls             | Extraño              |
| 2006 | Smokin' Aces                      | Lazlo Soot           |
| 2008 | Hero Wanted                       | Derek                |
| 2010 | Luster                            | Les                  |
| 2010 | Smokin' Aces 2: Assassins' Ball   | Lazlo Soot           |
| 2010 | Swifty & Veg                      | Swifty               |
| 2011 | Grace and Danger                  |                      |
| 2012 | Officer Down                      | Padre Reddy          |
| 2015 | Winter                            | Woods Weston         |
| 2016 | Running Wild                      | Jon Kilpatrick       |
| 2016 | Sand Castle                       | SG Major McGregor    |
| 2017 | Guardianes de la Galaxia vol. 2   | Tullk Ul-Zyn         |
| 2017 | The Ballad of Lefty Brown         | Tom Harrah           |
| 2019 | Killers Anonymous                 | Markus               |
| 2024 | Sleeping Dogs                     | Jimmy Remis          |

2022 Code Name Banshee Anthony Green
| Año       | Título                            | Rol                                            | Notas                                                      |
| --------- | --------------------------------- | ---------------------------------------------- | ---------------------------------------------------------- |
| 1992      | Screen One                        |                                                | Episodio: "Black and Blue"                                 |
| 1993      | Tis the Season to be Jolly        | Prisionero                                     | Película de TV                                             |
| 1993      | Taggart                           | Tam McLeod                                     | Episodio: "Instrument of Justice"                          |
| 1995      | Jolly: A Life                     | Hombre de Grotto                               | Película de TV                                             |
| 1996      | Rab C. Nesbitt                    | Sean                                           | Episodio: "Lottery"                                        |
| 1996      | A Mug's Game                      | Paul                                           |                                                            |
| 1996      | Bad Boys                          | Harry                                          | Episodio: "The Bonny Bonny Banks"                          |
| 2000      | Rebus                             | Thomas Telford                                 | Episodio: "The Hanging Garden"                             |
| 2001      | Attila                            | Bleda                                          | Miniserie                                                  |
| 2008–2014 | Sons of Anarchy                   | Filip "Chibs" Telford                          | 90 episodios                                               |
| 2009      | 24                                | Gabriel Schector                               | Episodio: "Day 7: 8:00 a.m.-9:00 a.m."                     |
| 2010      | Lie to Me                         | Ron Marshall                                   | Episodio: "Headlock"                                       |
| 2011      | Detroit 1-8-7                     | Albert Stram                                   | 2 episodios                                                |
| 2012      | Law & Order: Special Victims Unit | Murphy                                         | Episodio: "Home Invasions"                                 |
| 2013      | Peaky Blinders                    | Arthur Shelby Snr                              | Episodio: "Episode 5"                                      |
| 2015      | Revenge                           | Malcolm Black                                  | 3 episodios                                                |
| 2015      | Gotham                            | Tom "The Knife"                                | Episodio: "Rise of the Villains: The Son of Gotham"        |
| 2016      | Motive                            | Jack Stoker                                    | 4 episodios                                                |
| 2019      | Mayans M.C.                       | Filip "Chibs" Telford                          | Invitado especial (Segunda temporada) Episodio: "Kukulkan" |
| 2019      | Wu Assassins                      | Alec McCullough                                | 7 episodios                                                |
| 2020      | Westworld                         | Martin Conells / Dolores Abernathy (anfitrión) | 3 episodios                                                |
| 2022      | Power Book IV: Force              | Walter Flynn                                   | 6 episodios                                                |

| Año  | Título                 | Rol          |
| ---- | ---------------------- | ------------ |
| 2016 | Korn - Rotting in Vain | Protagonista |